# Itati
Itati là một đô thị thuộc bang Rio Grande do Sul, Brasil. Đô thị này có diện tích 201,402 km², dân số năm 2007 là 2677 người, mật độ 13,29 người/km².